# Generalinspekteur für den Führernachwuchs
Der Generalinspekteur für den Führernachwuchs (GIF) war eine Dienststellung der Wehrmacht u. a. im Generalstabs des Heeres und bestand von März 1944 bis Kriegsende.

## Geschichte
Am 1. April 1935 wurde aus dem seit 1928 im Reichswehrministerium existierenden Inspekteur der Waffenschulen die Inspektion der Kriegsschulen (In 1). Dies war mit der Einführung des Begriffs Kriegsschulen anstelle von Waffenschulen einhergehend. Die Unterstellung erfolgte unter den Oberbefehlshaber des Heeres. Aus dieser wurde Mitte 1943 der Inspekteur des Erziehungs- und Bildungswesens (In EB). Die Unterstellung erfolgte unter den Chef des Ausbildungswesens im Ersatzheer. Am 5. März 1944 wurde aus der Inspektion der Generalinspekteur für den Führernachwuchs.
Die am 30. März 1945 aufgestellte Infanterie-Division Ulrich von Hutten wurde auch als GIF-Division bezeichnet.

## Inspekteure der Waffenschulen
- Generalmajor/Generalleutnant Kurt von Greiff: von der Einrichtung 1928 bis September 1929
- Oberst/Generalmajor/Generalleutnant Hilmar von Mittelberger: von Oktober 1929 bis Februar 1933
- Generalmajor/Generalleutnant Johannes Blaskowitz: von Februar 1933 bis zur Umbenennung 1935

## Inspekteure der Kriegsschulen
- Generalmajor/Generalleutnant Georg von Küchler: von der Einrichtung 1935 bis August 1936
- Generalleutnant Günther von Niebelschütz: von April 1937 bis Februar 1938
- Oberst/Generalmajor Fritz Brand: von Februar 1938 bis August 1939

## Inspekteure des Erziehungs- und Bildungswesens
- Oberst/Generalmajor Johannes Frießner: von September 1939 bis Mai 1942
- Generalmajor/Generalleutnant Ludwig Wolff: von Juni 1942 bis Dezember 1943
- Generalleutnant Karl Wilhelm Specht: von Dezember 1943 bis März 1944

## Generalinspekteure für den Führernachwuchs
- Generalleutnant Karl Wilhelm Specht: von März 1944 bis September 1944
- Generalmajor Vollrath von Hellermann: von Oktober 1944 bis Kriegsende

## Chefs des Stabes (Auswahl)
- unbesetzt: von der Einrichtung 1928 bis 1931
- Oberstleutnant Hellmuth Felmy: von 1931 bis März 1933
- Oberst Erich Straube: von Juli 1933 bis Oktober 1936
- Oberst Karl Kriebel: von Oktober 1936 bis März 1938
- Oberst Johannes Frießner: von März 1938 bis August 1939, anschließend Inspekteure des Erziehungs- und Bildungswesens
- Oberst Friedrich Jobst Volckamer von Kirchensittenbach: von 1941 bis Dezember 1942
- Oberstleutnant/Oberst Hans-Ulrich Krantz: 1943/44

## Bekannte Personen (Auswahl)
- Oberstleutnant/Oberst Josef Folttmann: von Februar 1930 bis Oktober 1933
- Oberstleutnant/Oberst Hermann Emil Flörke: von Januar 1935 bis März 1939
- Oberstleutnant/Oberst Wilhelm Reibert: ab Juni 1943
- Oberstleutnant Erich Bärenfänger: von Ende Juni 1944 bis November 1944